# ريد إف. كاتلر
ريد إف. كاتلر هو سياسي أمريكي، ولد في 31 يناير 1887، وتوفي في 28 ديسمبر 1964. نشط حزبياً في الحزب الجمهوري. وقد انتخب عضو مجلس نواب إلينوي ‏.